# برندی لدفورد
برندی لدفورد (انگلیسی: Brandy Ledford؛ زادهٔ ۴ فوریهٔ ۱۹۶۹) یک هنرپیشه اهل ایالات متحده آمریکا است.